# Petr Kadlec
Petr Kadlec (* 5. Januar 1977 in Prag, Tschechoslowakei) ist ein ehemaliger tschechischer Eishockeyspieler, der den Großteil seiner Karriere beim HC Slavia Prag verbrachte und mit diesem zweimal die tschechische Meisterschaft gewann. Zwischen 2014 und 2018 spielte er beim HC Škoda Plzeň. Mit insgesamt 1250 Extraliga-Partien ist Kadlec Rekordspieler der höchsten tschechischen Eishockeyliga.

## Karriere
Kadlec begann seine Karriere 1995 beim HC Slavia Prag, für den er in seiner ersten Spielzeit bei den Senioren 24 Spiele in der Extraliga absolvierte. In den folgenden zwei Jahren spielte er weiter für Slavia, wurde aber auch bei Partnerteams in der zweitklassigen 1. Liga eingesetzt. Ab 1997 gehörte er dann fest dem Extraliga-Kader von Slavia Prag an. Nachdem er in der Spielzeit 1999/2000 zwölf Spiele für seinen Heimatverein absolviert hatte, wechselte er für den Rest der Spielzeit zum Ligakonkurrenten HC Keramika Plzeň, mit dem er die Playoffs erreichte.
Im Sommer 2000 kehrte er zu Slavia Prag zurück, wo er seitdem spielt. In der Saison 2002/03 gewann er mit seinem Heimatverein die tschechische Meisterschaft. Aufgrund der gezeigten Leistungen wurde er daraufhin beim NHL Entry Draft 2003 von den Florida Panthers in der achten Runde an 234. Stelle ausgewählt. Er nahm auch an einem Tryout-Camp der Panthers teil, schaffte es aber nicht in den NHL-Kader. Da er nicht bei einem Farmteam der Panthers spielen wollte, kehrte er nach Tschechien zurück. Ein Jahr später wurde sein Vertrag mit den Panthers aufgelöst, so dass Kadlec nie ein NHL-Spiel bestritt.
Am Ende der Saison 2007/08 gewann er mit Slavia einen weiteren Meistertitel, an dem er mit neun Scorerpunkten in den Playoffs großen Anteil hatte. In der Saison 2010/11 führte er sein Team als Kapitän aufs Eis.
Im Sommer 2014 wechselte er zum HC Škoda Plzeň, für den er bis 2018 aktiv war und zunächst als Assistenzkapitän, später als Mannschaftskapitän agierte. Im August 2018 beendete er seine Karriere im Alter von 41 Jahren nach 23 Saisons und 1250 Extraliga-Partien. Damit ist er der Rekordspieler der Extraliga.

### International
Seine ersten Einsätze für ein tschechisches Auswahlteam hatte Petr Kadlec bei der Junioren-Weltmeisterschaft 1997, wo er mit seinen Mannschaftskollegen der U20-Auswahl den vierten Platz erreichte. In den folgenden Jahren wurde er immer wieder bei Länderspielen der Euro Hockey Tour und bei Vorbereitungsspielen eingesetzt, schaffte es aber nicht in einen Kader für internationale Titelkämpfe. Erst 2003 wurde er wieder für eine Weltmeisterschaft nominiert, bei der er mit der tschechischen Nationalmannschaft den vierten Platz belegte.

## Erfolge und Auszeichnungen
- 2003 Tschechischer Meister mit HC Slavia Prag
- 2008 Tschechischer Meister mit HC Slavia Prag

## Karrierestatistik
(Legende zur Spielerstatistik: Sp oder GP = absolvierte Spiele; T oder G = erzielte Tore; V oder A = erzielte Assists; Pkt oder Pts = erzielte Scorerpunkte; SM oder PIM = erhaltene Strafminuten; +/− = Plus/Minus-Bilanz; PP = erzielte Überzahltore; SH = erzielte Unterzahltore; GW = erzielte Siegtore; 1 Play-downs/Relegation; Kursiv: Statistik nicht vollständig)